# Gioacchino Ventura
Pour les articles homonymes, voir Ventura.
Le père Gioacchino Ventura di Raulica (né le 8 décembre 1792 à Palerme et mort le 2 août 1861 à Versailles) est un prédicateur et philosophe sicilien et un patriote italien.

## Biographie
De la famille des barons de Raulica, Gioacchino Ventura naît à Palerme le 8 décembre 1792. Élève du grand collège des Jésuites de sa ville natale, il entre dans la Compagnie de Jésus le 19 janvier 1808 et fait ses premiers vœux après ses deux années de noviciat. Il est destiné à l'enseignement et commence aussi à assurer la catéchèse des adultes dans l'église du collège. Devenu préfet des études, il s'occupe aussi beaucoup de la vie religieuse des élèves. Lorsque la province jésuite de Sicile est rétablie après la domination française, cette province traverse une crise due en partie aux mesures adoptées par le nouveau provincial, le P. Vulliet, venant de Rome mais d'origine française. Ventura, qui assure alors les classes d'humanité et de rhétorique, quitte la Compagnie le 31 août 1817 et le jour même entre chez les Théatins de la communauté de San Giuseppe de Palerme. Le 31 mai 1818, il émet la profession solennelle et, ayant déjà fait ses études théologiques, il est ordonné prêtre la même année.
Au début de 1819, Ventura est transféré à Naples ; la Restauration qui s'y exerce selon les principes de la Sainte-Alliance lui ouvre carrière dans les mondes religieux et civil. Il est nommé membre du comité de l'Instruction publique ; il défend les instituts religieux (Considerazioni sopra de' Regolari, 1820) ; il assure la publication, de juin 1821 à octobre 1822, de son Enciclopedia ecclesiastica, périodique sur la religion et la morale abordant les problèmes de l'heure ; il s'illustra comme apologiste proche des idées de Lamennais, Maistre et Bonald.
Nommé par Léon XII professeur de droit canon à « la Sapienza » de Rome, il fut élu en 1830 général des Théatins. Il publia De methodo philosophandi en 1828 et Bellezze della Fede en 1839. Après son généralat (1830-33), il se livra à la prédication, et acquit dans toute l'Italie une grande popularité par sa parole éloquente, ce qui le fit comparer à Lacordaire.
Le Père Ventura tenta d'user de son influence auprès de Pie IX pour le pousser vers un gouvernement consultatif et représentatif : choisi par le pape pour prononcer l'oraison funèbre de Daniel O'Connell en 1847, il électrisa son auditoire en identifiant religion et liberté.
Supporter enthousiaste de la révolution sicilienne du 12 janvier 1848, il fut nommé par le nouveau gouvernement ministre plénipotentiaire et extraordinaire à Rome. Partisan d'une confédération italienne sous la présidence du pape, il soutint la guerre contre l'Autriche et prit parti contre la nomination de Pellegrino Rossi comme chef du gouvernement à Rome. Après l'assassinat de Rossi, il s'opposa à la fuite du pape à Gaète. Resté à Rome, sa position devint délicate : il refusa un siège à l'assemblée constituante romaine, mais reconnut néanmoins la république romaine en tant que représentant de la république sicilienne.
Il alla à Civitavecchia pour dissuader Oudinot d'attaquer Rome mais échoua. Après la chute de la république, il s'exila à Montpellier, où il s'exerça pendant deux ans à prêcher et à écrire en français, puis vint à Paris en 1851 où il se livra avec un nouveau succès à la prédication. Ses conférences à la Madeleine furent publiées sous le titre de La raison philosophique et la raison catholique (1852), ses sermons de Carême, prononcés en 1857 aux Tuileries devant Napoléon III le furent sous le titre Le pouvoir politique chrétien.
Il publia également des ouvrages de philosophie : La tradizione e semi-pelagiani della filosofia, Saggio sull'origine dell'idee, Philosophie chrétienne (Paris, 1861), et mourut la même année à Versailles.

## Œuvres
- De jure publico ecclesiastico commentaria sacrae studiorum congregationis judicio et censurae subjicienda, Rome, 1826.
- De methodo philosophandi, Rome, 1828.
- Osservazioni sulle opinioni filosofiche dei Signori De Bonald, De Maistre, De La Mennais e Laurentie..., Roma 1829.
- L’Epifania del Signore ovvero spiegazione del mistero della vocazione dei gentili alla Fede, Rome, 1837.
- La Madre di Dio, madre degli uomini: ovvero, Spiegazione del mistero della SS. Vergine a piè della croce, Rome, 1841.
- Le bellezze della fede ne' misteri dell'Epifania : ovvero, La felicità di credere in Gesù Cristo e di appartenere alla vera Chiesa, Rome, 1839-1842.
- Sopra una Camera dei Pari nello Stato pontificio : opinione, Rome, 1848.
- La Questione Sicula nel 1848 sciolta nel vero interesse della Sicilia, Napoli e dell'Italia, Rome, 1848.
- Memoria per il riconoscimento della Sicilia come Stato sovrano ed indipendente, Rome, 1848.
- Menzogne diplomatiche, ovvero esame dei pretesi dritti che s’invocano dal gabinetto di Napoli nella questione sicula, Palermo, 1848.
- Discorso funebre pei morti di Vienna la religione e la libertà, Rome, 1848.
- Lettres du r.p. Ventura à monsieur L... T... ministre protestant, Paris-Montpellier, 1849.
- La raison philosophique et la raison catholique, Paris, Gaume frères, libraires éditeurs, 1851.
- De la vraie et de la fausse philosophie, en réponse à une Lettre de Victor de Bonald, Paris, Gaume frères, libraires éditeurs, 1852.
- Saggio sull'origine delle idee e sul fondamento della certezza, Milan, 1854.
- La tradition et les semi-pélagiens de la philosophie ou, Le semi-rationalisme devoilé, Paris, Gaume frères, libraires éditeurs, 1856.
- Nuove omelie sulle donne del Vangelo, Milan, 1857.
- Le pouvoir politique chrétien  (préf. Louis Veuillot), Paris, Gaume frères et J. Duprey, 1858 (lire en ligne).
- Essai sur le pouvoir public ou Exposition des lois naturelles de l'ordre social, Paris, Gaume frères et J. Duprey, 1859 (lire en ligne)
- La philosophie chrétienne, 3 vols., Paris, Gaume frères et J. Duprey, 1861.
- Dello spirito della rivoluzione e dei mezzi di farla terminare, Turin, G. Giappichelli, 1998 (ISBN 9788834872666).